# FitzRoy Somerset
FitzRoy James Henry Somerset (30 septembre 1788 – 28 juin 1855), 1er baron Raglan, est un militaire puis diplomate britannique, connu sous le nom de Lord FitzRoy Somerset avant son élévation en tant que baron en 1852 et souvent appelé Lord Raglan dans l’historiographie de langue anglaise.

## Biographie
Né en 1788 et treizième enfant du duc de Beaufort Henri Somerset, FitzRoy fait son entrée dans l'armée en 1804, en tant que cornet, c’est-à-dire porte étendard, dans le 4th Light Dragoons. Il est fait capitaine en 1808 et sert en tant qu’aide de camp auprès de la mission militaire en Turquie puis auprès de Wellington lorsque celui-ci se rend en Espagne dans le cadre de la guerre péninsulaire.
Il accompagne ensuite celui-ci dans ses campagnes et est blessé une première fois à la bataille de Buçaco, avant de perdre son bras droit à Waterloo, ce qui lui vaut d’être nommé chevalier commandeur de l’Ordre du Bain.  À la mort de Wellington en 1852, il est nommé maître général de l’équipement, reçoit une pairie et est élevé au rang de grand-croix de l’Ordre du Bain.
Fitzroy Somerset est nommé commandant-en-chef des forces britanniques d'Orient lorsque la guerre de Crimée éclate en 1854. Il s’agit de sa première vraie expérience du commandement : n’ayant auparavant que servi en tant qu’aide de camp, d’attaché ou dans les bureaux des ministères, il n’a encore jamais commandé de plus grande unité qu’une compagnie. Durant le conflit, il est fortement critiqué pour le choix de ses subalternes, pour la plupart très âgés et inexpérimentés, pour son manque d’esprit tactique et pour son incapacité à assurer des conditions de vie correctes à ses troupes pendant l’hiver. Miné par la dépression et la maladie, il meurt en juin 1855.

## Famille
Le 6 août 1814, il épouse lady Émilie Wellesley, fille du comte de Mornington, nièce du duc de Wellington, dont :
- Major Arthur William FitzRoy Somerset (1816 † 1845), se marie avec Émilie-Marie-Louise-Wilhelmine, fille du baron von Baumbach (de) ;
- Richard Somerset (2e baron Raglan) (1817 † 1884), avec postérité.

## Postérité
Le nom Raglan est passé dans l’usage commun pour désigner un manteau dont les manches montent jusqu’au col, offrant ainsi un passage pour le bras plus large qu’avec une couture classique. Par extension, une manche raglan est une manche cousue de cette manière, quel que soit le type de vêtement,